# Sololá (Guatemala)
Sololá é uma cidade da Guatemala do departamento de Sololá. É a capital do departamento.